# Cobaea rotundiflora
Cobaea rotundiflora är en blågullsväxtart som beskrevs av L. A. Prather. Cobaea rotundiflora ingår i släktet Cobaea, och familjen blågullsväxter. Inga underarter finns listade i Catalogue of Life.